# أحمد الجسمي
أحمد الجسمي (3 مارس 1956 -) هو ممثل إماراتي. بدأ مع مسرح عجمان الوطني عام 1975 ومن ثم التحق بمسرح الشارقة الوطني عام 1978 وقدم مسرحية ديايه طيروها.

## أعماله

### في التلفزيون
- الذليل ما وراء الأفق
- ابن عطية
- رحلة الأحلام
- الحيري في المستشفى
- بائع الأمثال
- الجيوش في الإسلام
- الشعر والشعراء
- الفكاهة عند العرب
- الصيدلة في الإسلام
- فاقد
- الوريث
- سلامتك
- أفتح يا وطني
- عائلة أبوغانم
- وعشت حياتي من جديد
- لن تضحك الأحزان
- مشاكل الفريج
- مناقصة زواج
- رحلة السندباد
- بوعسكر
- حادث الكورنيش
- بو ناصر وعياله
- أبى عفوا
- أحلام السنين
- البيوت أسرار
- عودة الفارس
- سهرة شارد
- وقال التاريخ
- بنت الشمار
- سيف نشوان
- أيام الصبر
- بركون
- الدنيا سوالف
- خليل في مهب الريح
- آخر أيام العمر
- ديوان السبيل
- حاير طاير
- ياخوي
- شمس القوايل
- الدنيا للحظة
- جمرة غضى
- مجاديف الأمل
- حظ يا نصيب
- جدار الصمت
- أبلة نورة
- ليلة عيد
- عجيب غريب
- متعب القلب
- حبر العيون
- اليحموم
- يا من هواه
- دكة الفريج
- رمانة
- شبيه الريح
- غمز البارود
- حدك مدك
- الطواش
- حدود الشر
- اللي نحبهم

### المسرحيات
- ديايه طيروها
- مغامرات جابر رأس المملوك
- دوحة تشريف
- مقهي بو حمدة
- عودة هولاكو
- القضية
- حرب النعل
- صهيل الطين
- عجيب غريب
- غريب زنقه زنقه
- العيال طفرت

## المناصب يشغلها
- رئيس مجلس إدارة فرقة مسرح الشارقة الوطني
- عضو اللجنة العليا للمهرجان الخليجي لمدة 12 سنة
- عضو لجنة التحكيم في مهرجان المسرح الخليجي دورة البحرين
- عضو لجنة التحكيم في أيام الشارقة المسرحية الدورة الثامنة
- عضو لجنة التحكيم للدراما التلفزيونية في المهرجان التلفزيوني (الخليجي -العربي)

## الجوائز
- حائز على جائزة أفضل تمثيل في أيام الشارقة
- جائزة أفضل ممثل في أيام قرطاج المسرحية سنة 1989
- حائز على جائزة مهرجان الخليج المسرحي في دورته العاشرة

## روابط خارجية
- أحمد الجسمي على موقع قاعدة بيانات الأفلام العربية